# Fibrodysplasia ossificans progressiva
Fibrodysplasia ossificans progressiva (FOP) är en av världens mest sällsynta diagnoser och innebär att muskler, senor, ligament och annan sammanbindande vävnad i kroppen omvandlas till benvävnad. Det kan ske spontant eller till följd av ett trauma, såsom ett slag, fall, intramuskulär (IM) injektion, biopsi eller operation. Resultatet liknar ett extra skelett som bygger plattor och broar över lederna och låser dem i en fast position. När ny benvävnad väl har bildats blir den bestående och alla försök att ta bort det resulterar i en explosiv nybildning av ben.
Ett tecken på FOP som kan synas vid födseln är korta, inåtböjda stortår. Den spontana processen med svullnader som ofta misstas för cancer följer i regel samma mönster som när ett embryo bildas i magen: den startar oftast runt huvudet, nacken eller ryggen och fortlöper sedan över höger sida – först axlar, skuldror, bålen och till sist höfter, armar, ben och käken. Andra förlopp förekommer.
Det kanske mest berömda fallet är amerikanen Harry Eastlack, vars kropp blev så ihopväxt och förstörd att han till slut endast kunde röra på läpparna. Hans skelett står idag på The Mütter Museum i Philadelphia.
Något botemedel finns inte, men det pågår forskning och medicin är under utveckling. 2006 upptäcktes den gen som orsakar FOP av forskare på FOP-laboratoriet på University of Pennsylvania, School of Medicine.
Fibrodysplasia ossificans progressiva drabbar ett barn av två miljoner nyfödda. Uppskattningsvis lever 2 500 personer i världen med sjukdomen, men bara cirka 700 fall är kända. I mars 2012 var 15 fall kända i Sverige.